# Râul Smăciniș
Râul Smăciniș este un curs de apă, afluent al râului Bâsca Chiojdului. 